# Ptochophyle apicirubra
Ptochophyle apicirubra là một loài bướm đêm trong họ Geometridae.